# Маунтин-Виллидж (аэропорт)
Аэропорт Маунтин-Виллидж (англ. Mountain Village Airport), (ИАТА: MOU, ИКАО: PAMO, FAA LID: MOU) — государственный гражданский аэропорт, расположенный в населённом пункте Маунтин-Виллидж (Аляска), США.

## Операционная деятельность
Аэропорт Маунтин-Виллидж расположен на высоте 103 метра над уровнем моря и эксплуатирует одну взлётно-посадочную полосу:
- 2/20 размерами 1067 х 23 метров с гравийным покрытием.